# Marske
Marske is een civil parish in het bestuurlijke gebied Richmondshire, in het Engelse graafschap North Yorkshire.
Marske ligt op de grens van het Yorkshire Dales National Park.